# 布尼亞病毒目
本雅病毒目（學名：Bunyavirales），又譯為布尼亞病毒目，属于有包膜的单链核糖核酸病毒。通常见于节肢动物或啮齿动物，少数情况下也可感染人类。尽管来自负核糖病毒门，其核糖核酸是否为负链因物种、区段而异，大量病毒尤其是番茄斑萎病毒是混合正负链。“本雅”一名来自首次发现地、班图语地名布尼亚姆韦拉（其中“尼亚”、“姆韦”各为一个音节，在普通话中拆成两字音译，四音节地名读如中古音“部惹微罗”）之讹译，源于熟悉汉语拼音的人士错将“Bu-nya”断字成“Bun-ya”。
除汉他病毒外，均通过节肢动物传播。汉他病毒则通过与啮齿动物粪便接触而传播。感染病例通常与传播媒介的活动性有关，例如，蚊类传播病毒通常见于夏天。
人体感染特定的本雅病毒，例如刚果热病毒，可导致高致残率和死亡率，这类高致病性病毒的实验通常需要在生物安全4级实验室中进行。

## 历史
1943年在乌干达研究黄热病病毒时发现了一类新病毒，以发现地点布尼亚姆韦拉（音“部惹微罗”）命名为布尼亚病毒。确认不属于经典的A组（黄病毒科）与B组（甲病毒科）病毒，因此定义为C组病毒。1975年，国际病毒分类委员会把这类病毒归入了布尼亞病毒科。
国际病毒命名委员会（ICTV）把原来的布尼亚病毒科升级为布尼亚病毒目，包含9个科。除已有的汉坦病毒属 (Hantavirus)、内罗病毒属 (Nairovirus)和番茄斑萎病毒属 (Tospovirus)直接升级为相应的科之外，原来的正布尼亚病毒属与新定义的草本病毒属一起组成新的病毒科Peribunyaviridae，白蛉属（Phlebovirus）与新增的Phasivirus、Goukovirus及Tenuivirus一起组成Phenuiviridae病毒科，同时还增加了Feraviridae、Fimoviridae、Jonviridae和Phasmaviridae四个科。

## 分类
至少有350种。
- 正布尼亞病毒屬 Orthobunyavirus
  - 布尼亞姆韋拉病毒 Bunyamwera virus
- 漢坦病毒屬 Hantavirus
  - 汉滩江病毒 Hantaan virus
- 内罗毕病毒屬 Nairovirus
  - 克里米亚-刚果出血热病毒
- 番茄斑萎病毒屬 Tospovirus
  - 番茄斑萎病毒 Tomato spotted wilt virus
- 白蛉病毒屬 Phlebovirus：抗原分为白蛉热组（白蛉、蚊、蠓传播）与乌库尼米组（蜱传播） 
  - 白蛉热病毒
  - 裂谷熱病毒（Rift Valley fever virus）
  - 托斯卡纳病毒
  - 新布尼亚病毒（SFTS virus）

## 描述
单股负链RNA，分为大L、中M、小S三段闭合环形，分别编码：依赖RNA的RNA聚合酶、囊膜糖蛋白Gn与Gc、核衣壳蛋白。同一病毒属的病毒末端互补序列高度保守。

## 外部連結
- 微生物免疫學-Bunyaviridae(布尼亞病毒科) （页面存档备份，存于）